# Soumensac
Soumensac é uma comuna francesa na região administrativa da Nova Aquitânia, no departamento Lot-et-Garonne. Estende-se por uma área de 11,42 km². Em 2010 a comuna tinha 239 habitantes (densidade: 20,9 hab./km²).